# Louis Ferdinand von Michelmann
Louis Ferdinand Michelmann, seit 1871 von Michelmann, (* 13. März 1817 in Zerbst; † 15. September 1892 in Potsdam) war ein preußischer Generalmajor.

## Leben

### Herkunft
Er war der Sohn des preußischen Rittmeisters Gottlieb Michelmann (1780–1858) und dessen Ehefrau Christiane, geborene Kühne (1789–1863). Der spätere Generalleutnant Guido Michelmann (1823–1898) war sein jüngerer Bruder.

### Militärkarriere
Michelmann erhielt zunächst Privatunterricht in Berlin und trat am 16. März 1834 als Füsilier in das 20. Infanterie-Regiment der Preußischen Armee ein. Dort wurde er am 16. Juli 1835 Portepeefähnrich und am 9. November 1836 zum Sekondeleutnant befördert. Vom 29. März 1840 bis zum 1. April 1841 war er zum 3. kombinierten Reserve-Bataillon kommandiert. Es folgten weitere Kommandierungen beim 20. Landwehr-Regiment. Vom 24. September 1846 bis zum 4. März 1850 war Michelmann Adjutant und Rechnungsführer beim III. Bataillon in Königs Wusterhausen, vom 11. März bis zum 11. Juli 1851 als Adjutant beim II. Bataillon in Treuenbrietzen sowie vom 1. Oktober 1852 bis zum 12. November 1857 als Kompanieführer beim III. Bataillon. Zwischenzeitlich zum Hauptmann avanciert, war Michelmann ab 12. November 1857 als Kompaniechef tätig und wurde am 1. Juli 1860 in gleicher Funktion in das 7. Brandenburgische Infanterie-Regiment Nr. 60 versetzt. Mit seiner Beförderung zum Major kam er in das Leib-Grenadier-Regiment (1. Brandenburgisches) Nr. 8 nach Frankfurt (Oder) und wurde am 10. Februar 1863 zum Kommandeur des II. Bataillons ernannt. Diesen Verband führte Michelmann 1864 während des Krieges gegen Dänemark beim Sturm auf die Düppeler Schanzen sowie 1866 während des Krieges gegen Österreich in der Schlacht bei Königgrätz. Für seine Leistungen wurde Michelmann mit dem Kronenorden III. Klasse mit Schwertern und dem Mecklenburgischen Militärverdienstkreuz ausgezeichnet.
Nach dem Friedensschluss wurde er am 31. Dezember 1866 mit Patent vom 30. Oktober 1866 zum Oberstleutnant befördert und am 21. Juli 1868 zur Führung des 3. Niederschlesischen Infanterie-Regiments Nr. 50 in Posen kommandiert. Mit Patent vom 3. Juli 1868 folgte am 23. Juli 1868 seine Beförderung zum Oberst. Am 10. Oktober 1868 beauftragte man Michelmann mit der Führung des Regiments und ernannte ihn schließlich am 25. Februar 1869 zum Kommandeur. In dieser Eigenschaft führte er das Regiment 1870/71 im Krieg gegen Frankreich in der Schlacht bei Weißenburg, wurde bei Wörth verwundet und nahm an der Belagerung von Paris teil. Er erhielt beide Klassen des Eisernen Kreuzes und wurde nach dem Frieden von Frankfurt am 16. Juni 1871 durch Wilhelm I. in den erblichen preußischen Adelsstand erhoben. Unter gleichzeitiger Beförderung zum Generalmajor ernannt man Michelmann am 22. März 1873 zum Kommandeur der 4. Infanterie-Brigade in Danzig. Dieses Kommando gab er am 21. Mai 1874 ab und wurde mit der gesetzlichen Pension zur Disposition gestellt.

### Familie
Michelmann hatte sich am 24. April 1856 in Berlin mit Alwine Flora Andreae (1830–1917) verheiratet. Aus der Ehe gingen mehrere Kinder hervor.